# Карл Мекленбург-Стрелицкий
Карл Людвиг Фридрих Мекленбургcкий (нем. Karl Ludwig Friedrich zu Mecklenburg; 23 февраля 1708, Штрелиц — 4 июня 1752, Миров, прозванный «Принц Мировский») — член дома Мекленбург-Стрелиц. Двое из его сыновей, Адольф Фридрих IV и Карл II, впоследствии стали правителями герцогства Мекленбург-Стрелиц, а дочь стала королевой Великобритании.

## Биография
Карл был младшим сыном правящего с 1701 года в Мекленбург-Стрелице герцога Адольфа Фридриха II и его третьей жены Кристианы Эмилии, урожденной принцессы Шварцбург-Зондерсгаузенской. Его отец умер, когда ему было всего три месяца, и его единокровный старший брат наследовал их отцу как герцог Адольф Фридрих III. Карл же получил от своего отца уделы Миров и Немеров. После его кончины он поселился в Мирове со своей матерью, где жил со своей семьей в замке на острове, позже прозванном «нижним» или «новым» замком. Когда Карл подрос, он поступил в Грайфсвальдский университет в Померании.
Карл любил играть на поперечной флейте, в связи с этим в 1726 году он отправился в путешествие по Европе, чтобы больше узнать о музыке. После посещения Женевы, Италии и Франции он направился в Вену, где на некоторое время поступил на службу к императору Священной Римской Империи в звании подполковника, накануне возвращения в Миров.
После ухода из армии Карл продолжил жить в замке Миров вместе с семьей, уделяя большую часть своего времени управлению имениями и образованию своих детей.
С середины 1730-х годов вокруг Карла в Мирове собиралось большее количество молодых дворян и ученых, которые во второй половине 18 века являлись интеллектуальной элитой маленькой страны в юго-восточной части Мекленбурга. Он встречался с прусским королём Фридрихом II в Райнберге, а позже и в Ганновере, где жил некоторое время, его восхищение им было выше среднего. Карл усердно поддерживал на ранних этапах творчества Самуила Бухгольца, одного из известных бранденбургских историков конца эпохи Просвещения.
Когда стало понятно, что брак его старшего брата герцога Адольфа Фридриха III не принесет наследника мужского пола, в соответствии с принципами секундогенитурного наследования возросло политическое значение Мировской линии в качестве возможных преемников герцогства Стрелицкого. Уже в 1738 сына Карла Адольфа Фридриха считали возможным наследником, что в принципе не доказано. Пять из девяти владетельных князей Мекленбург-Стрелицких носили имя Адольф Фридрих, что выросло в семейную традицию именования. В политическом противостоянии в Мекленбурге между правящим герцогом и рыцарями, последние принимали сторону Карла, что до и во время внутригосударственных переговоров по вопросу правового урегулирования наследия в 1755 (?) году усилило напряжение в отношениях между двумя единокровными братьями.
Карл проживал в Мирове до самой своей смерти в возрасте 44 лет в июне 1752 года. Через 6 месяцев скончался его старший брат Адольф Фридрих III, так и не оставив законного наследника мужского пола. Чтобы избегнуть значительных политических потрясений, сын Карла Адольф Фридрих был провозглашен герцогом Мекленбург-Стрелицким как Адольф Фридрих IV.

## Семья
Карл женился 5 февраля 1735 г. в Айсфельде на принцессе Елизавете Альбертине (3 августа 1713, Хильдбургхаузен — 29 июня 1761, Нойштрелиц), дочери герцога Эрнста Фридриха I Саксен-Гильдбурггаузенского и Софии Альбертины, графини Эрбах-Эрбахской . С повеления императора она стала опекуншей своих детей и регентшей герцогства с 1752 года, сыграв важную роль в борьбе за престол. А именно во время спора об опеке 1752-53 годах, когда герцог Кристиан Людвиг II Мекленбург-Шверинский заявил, что он в качестве ближайшего мужского родственника имеет больше прав на опеку над старшим мальчиком, она сыграла центральную роль.
В этом браке родилось десять детей, шестеро из которых достигло совершеннолетия:
- Христина (6 декабря 1735 — 31 августа 1794)
- Каролина (22 декабря 1736)
- Адольф Фридрих IV (5 мая 1738 — 2 июня 1794), герцог Мекленбург-Стрелицкий
- Елизавета Кристина (13 апреля 1739 — 9 апреля 1741)
- София Луиза (16 мая 1740 — 31 января 1742)
- Карл II (10 октября 1741 — 6 ноября 1816), герцог, позже Великий герцог Мекленбург-Стрелицкий
  - ∞ 1) 1768 принцесса Фредерика Гессен-Дармштадтская (1752—1782)
  - ∞ 2) 1785 принцесса Шарлотта Гессен-Дармштадтская (1755—1785)
- Эрнст Готтлоб Альберт (27 августа 1742 — 27 января 1814)
- София Шарлотта (19 мая 1744 — 17 ноября 1818)
  - ∞ 1761 король Георг III Великобританский (1738—1820)
- Готхельф (29 октября 1745 — 31 октября 1745)
- Георг Август (16 августа 1748 — 14 ноября 1785), императорский генерал-майор в Венгрии

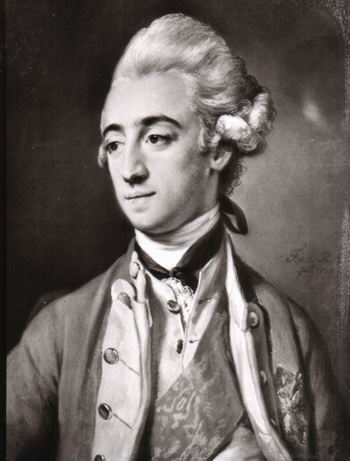
Принц Эрнст
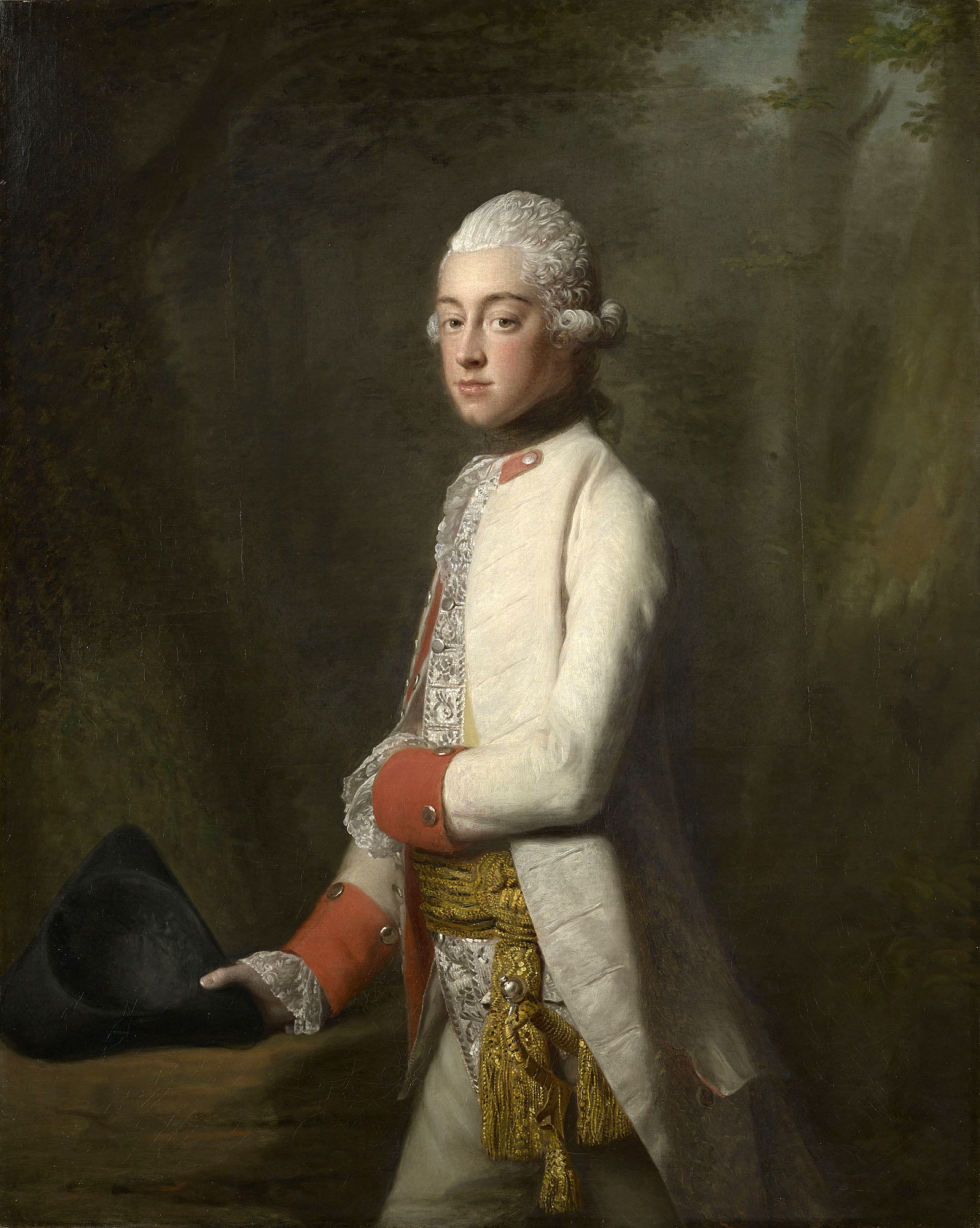
Принц Георг Август